# Me Against the World
Me Against the World е рап албум на Тупак Шакур, издаден на 14 март 1995 г. Албумът е записван, докато Тупак се възстановява от стрелбата през Ноември 1994 г., и е издаден, докато Тупак е в затвора за сексуален тормоз. Може би поради тези обстоятелства Me Against the World е известен като най-подстрекателния албум в цялото му творчество, изразяващ неговите емоции и реакциите му към събитията в неговия живот. Албумът е бил определян и като оптимистичен, и като песимистичен. Някои хора се отвращават от забележимото равнодушие, отхвърлящо всякакви принципи и закони.
След смъртта на Шакур, творчеството му е било подробно изследвано. Неговата комбинация от ярост и дълбоко емоционални рими(като в песента Dear Mama) го превръща в един от чудаците в хип-хопа през 90-те. Много критици са говорили за очевидната прилика между уникалния успех на Шакур в мейнстрийма със своите емоционални текстове, и настоящия успех на Еминем с бяла перспектива на същото нещо. Други смятат текстовете му за повърхностни и несериозни и твърдят, че напоследък хип-хопът е достигнал много по-големи социални и личностни постижения в текстовете.
Me Against the World е на бил върха на Billboard 200 и Top R&B/Hip Hop Albums. По този начин Шакур става първият музикант, който е имал дебют на албум на първа позиция, докато е бил в затвора.

## Списък на песните
1. Intro
2. If I Die 2 Nite (Clarke/Durham/Harvey/Tupac/Wright)
3. Me Against the World (с Dramacydal)
4. So Many Tears (Baker/Jacobs/Tupac/Walker/Wonder)
5. Temptations (Clinton/Harvey/Murdock/Shider/Spradley/Troutman/Troutman/Tupac)
6. Young Niggaz (Blackmon/Jenkins/Leftenat/Moe Z/Singleton/Tupac/Tyler)
7. Heavy in the Game (с Richie Rich)
8. Lord Knows (Tupac)
9. Dear Mama (Pizarro/Sample/Tupac)
10. It Ain't Easy (Pizarro/Tupac)
11. Can U Get Away (Beverly/Mosley/Tupac)
12. Old School (Buchanan/Tilery/Tupac)
13. Fuck the World (Jacobs/Tupac)
14. Death Around the Corner (Johnny J/Tupac)
15. Outlaw (с Dramacydal)

## Личности
- 2Pac (Tupac Shakur) – Вокали
- Kim Armstrong – Вокали (bckgr)
- Paul Arnold – Миксиране
- Reggie Green – Вокали (bckgr)
- Jeff Griffin – Миксиране
- Puff Johnson – Вокали (bckgr)
- Jay Lean – Миксиране
- Eric Lynch
- Bob Morris
- Ronnie Vann – Guitar
- Kevin Davis – Миксиране
- Tony Pizarro – Продуцент, Миксиране
- Eric Altenburger – Арт, Дизайн
- Tim Nitz
- Eboni Foster – Вокали (bckgr)
- Sam Bostic – Продуцент
- Jill Rose – Вокали
- Natasha Walker – Вокали (bckgr)
- Dramacydal
- Richard Serrell – Вокали (bckgr)